# Luciano De Nardis
Livio Carloni (* 25. Oktober 1865 in Forlì; † 27. Juni 1964 ebenda) arbeitete unter dem Pseudonym Luciano De Nardis als italienischer Dichter und Maler des Futurismus.

## Leben
De Nardis freundete sich früh mit dem Musiker Francesco Balilla Pratella an, für dessen Musikstücke er umfangreiche Texte verfasste. 1916 wurde er erstmals als Vertreter der „Parolibere“ („Freien Wörter“) erwähnt und nahm auch an mehreren futuristischen Ausstellungen teil. Ein Kontakt mit Giacomo Balla im Jahr 1916 regte ihn zur Produktion von futuristischem Spielzeug an. Viele Jahre arbeitete er als Redakteur bei der Kulturzeitschrift La Pié. Von seinen Gemälden blieb nichts erhalten.